# Ayrton Senna
Ayrton Senna Da Silva (21 tháng 3 năm 1960 – 1 tháng 5 năm 1994) là tay đua Công thức 1 người Brasil. Senna được coi là một huyền thoại của môn thể thao tốc độ này. Cái chết bất ngờ của Senna trong khi đang dẫn đầu cuộc đua Giải đua ô tô Công thức 1 San Marino 1994 tại Imola đã để lại nhiều tiếc thương trong lòng người hâm mộ. Với những thành tích đã cống hiến cho môn thể thao này, Ayrton Senna được coi là một tượng đài vững chắc của F1, cùng với các tên Juan Manuel Fangio, Jackie Stewart, Niki Lauda, Nelson Piquet, Alain Prost, Michael Schumacher...

## Thời trẻ
Senna sinh ra tại Sao Paulo (Brasil). Là con trai của một địa chủ giàu có, niềm đam mê đua xe của anh đã được phát triển nhanh chóng. Được sự ủng hộ từ người cha, một người cực kỳ đam mê đua xe, Senna đã ngồi lên chiếc xe kart đầu tiên vào năm 4 tuổi. Anh tham gia vào một cuộc thi kart ở tuổi 13. Tại cuộc đua này, Senna đã giành được pole position. Mặc dù kinh nghiệm hơn Senna rất nhiều nhưng các đối thủ khác không thể bắt kịp anh trên các đoạn đường thẳng, đơn giản vì lúc đó Senna còn ít tuổi, trọng lượng cơ thể nhẹ hơn nhiều so với các tay đua khác. Năm 1977, Senna thắng Giải vô địch Kart Nam Mỹ.
Di chuyển sang châu Âu vào năm 1981, Senna tham gia cuộc thi British Formula Ford 1600 và lại chiến thắng. Anh đã rất thành công tại các giải đua F3 và quyết định chạy thử với Williams, McLaren, Brabham và Toleman. Sau các lần thử, Senna bước vào đấu trường F1 với đội Toleman.

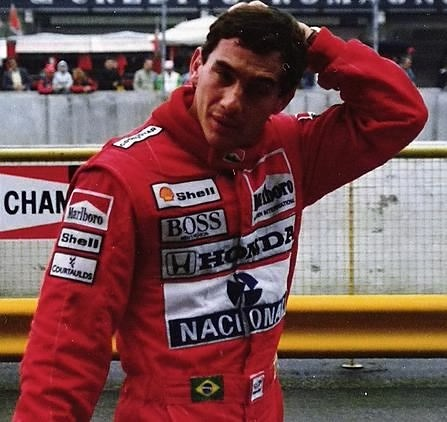
Ayrton Senna

## Bắt đầu sự nghiệp F1
Toleman là một đội đua khá nhỏ nếu so sánh với những "ông lớn" như Williams, McLaren hay Brabham. Mặc dù vậy, đội này vẫn xây dựng một động cơ khá tươm tất được vận hành bởi động cơ Hart Turbo. Nhờ có chiếc xe mang động cơ này Senna đã sớm thu hút được nhiều sự chú ý tới tài năng của mình. Anh ghi điểm đầu tiên ngày 7 tháng 4 năm 1984 tại South Africa Grand Prix. Tại Monaco Grand Prix, Senna đã thực sự gây ấn tượng tới các chuyên gia. Trời mưa đã gây cản trở cho các tay đua, nhất là lúc vượt nhau. Nhưng với nỗ lực không ngừng, từ vị trí xuất phát thứ 13, Senna đã kiên trì vượt lên. Tại vòng thứ 19 Senna vượt qua người thứ 2, và là nhà vô địch tương lai lúc bấy giờ, Niki Lauda rồi nhanh chóng bám đuổi người dẫn đầu Alain Prost. Tuy nhiên, mưa ngày càng nặng hạt, cuộc đua bị buộc phảIi chấm dứt và Senna về với vị trí số 2. Đây là mùa F1 đầu tiên của Senna và anh hoàn thành mùa đầu tiên với 13 điểm, đứng thứ 9 trên bảng năm đó.

## Thời gian với Lotus
Năm tiếp theo, Senna tham gia đội đua Lotus, dùng động cơ của Renault. Anh giành pole position lần đầu tiên tại Brasil nhưng phải bỏ cuộc đua vì một sự cố kỹ thuật. Chặng tiếp theo, vào ngày 21 tháng 4 năm 1985, Senna giành được chiến thắng F1 đầu tiên nhờ giành được pole position cộng với đối thủ chính Alain Prost bị lao vào hàng rào. Senna hoàn thành mùa F1 này khá thành công với 3 chiến thắng, 4 lần đứng hạng 2 hay 3, và được xếp thứ 4 vào cuối mùa.
Năm thứ hai tại Lotus, động cơ đã được nâng cấp để đạt độ tin cậy cũng như mạnh mẽ hơn. Khởi đầu mùa, Senna đã vượt qua những người nổi tiếng như Alain Prost, Niki Lauda để giành vị trí thứ 2, sau người đồng hương Nelson Piquet tại cuộc đua ở Brasil. Không lâu sau, Senna chiếm lấy ngôi đầu bảng đầu tiên sau khi giành lấy một chiến thắng oanh liệt tại Jerez ở Tây Ban Nha. Thế nhưng anh không tồn tại được trên đầu của bảng xếp hạng. Cuộc tranh giành cho vị trí đầu bảng, rốt cục, lại trở về với Prost, Piquet và Mansell. Những thất bại kỹ thuật, một lần nữa, xảy đến làm ngăn cản hy vọng trở thành vô địch của anh. Senna hoàn thành mùa 1986 với vị trí thứ 4, giành được 55 điểm, 8 pole position và 6 lần đứng hạng 2 hay 3.
Mùa giải 1987 đến với nhiều hy vọng. Đội Lotus dường như mạnh mẽ hơn với động cơ do Honda cung cấp, sau khi Renault quyết định rút khỏi cuộc chơi đầy may rủi này. Senna đã giành 2 chiến thắng liên tiếp tại Monaco và Hoa Kỳ, một lần nữa bước lên ngôi đầu bảng. 1987 đánh dấu một bước chuyển biến lớn trong sự nghiệp của Senna khi anh có thể đối chọi với 2 tay đua của Williams-Honda là Nelson Piquet và Nigel Mansell. Theo như tính toán trước đó, Senna có thể hất cẳng 2 tay đua trên nếu về đích thứ 3 tại 2 chặng đua cuối. Và anh đã làm được nhiều hơn thế khi về đích thứ 2 tại Nhật và tại Úc. Thế nhưng thần may mắn đã không mỉm cười với Senna khi đội Lotus của anh bị phát hiện có một số chi tiết phạm luật. Do vậy, các kết quả trên không được công nhận. Senna xếp thứ 3 vào cuối mùa, giành 57 điểm, 1 pole position và 6 lần hạng 2 hay 3. Dù trắng tay nhưng Senna đã lọt vào mắt xanh của McLaren, đánh dấu một sự khởi đầu mới với đội đua nước Anh.

## Sự nghiệp với McLaren
Năm 1988, nhờ có mối quan hệ khá tốt đẹp với Honda suốt mùa 1987 cộng với sự ủng hộ của nhà vô địch lúc bấy giờ là Alain Prost, Senna ký hợp đồng với McLaren và trở thành đồng đội của Prost. Bộ đôi này đã thể hiện tài năng của mình bằng việc đem về cho McLaren 15 chiến thắng trên tổng số 16 cuộc đua của mùa. Cuối mùa, Senna đã vượt qua Prost, giành vị trí quán quân chung cuộc.
Năm tiếp theo, cuộc tranh đua nội bộ giữa 2 nhà vô địch diễn ra càng quyết liệt, tiêu biểu tại German Grand Prix, nơi Senna đã giành chiến thắng. Tuy nhiên, ngôi vô địch 1989 lại thuộc về Prost sau cuộc đua tại Nhật Bản, nơi hai tay đua đã cố gắng bám đuổi nhau và hậu quả là cả hai đều phải bỏ cuộc. Dù trắng tay tại Nhật Bản, McLaren và Prost vẫn giành ngôi đầu bảng mùa 1989.
Về sau, Senna còn giành thêm 2 chức vô địch nữa vào năm 1990 và 1991 trước khi chuyển sang thi đấu cho Williams.

## Tử nạn trên đường đua
Hay bị cho là thô lỗ và cục cằn, Senna thực ra lại là một người giàu tình cảm, thường cố gắng giấu những cảm xúc thật của mình dưới vẻ ngoài cứng rắn. Anh đã bật khóc trước cái chết của tay đua người Áo Roland Ratzenberger, một ngày trước cái chết của chính anh.
Những giờ phút cuối cùng của Ayrton Senna - ngày Chủ nhật 1 tháng 5 năm 1994 - đã được ghi lại một cách cẩn thận:
7h30: Senna được gọi dậy tại phòng số 200 khách sạn Castello ở Castel San Pietro bởi Owen O'Mahony, phi công riêng của anh. Sau đó anh bay tới đường đua trên một chiếc trực thăng, rồi dễ dàng dẫn đầu ở đợt đua khởi động buổi sáng. Anh đề nghị David Brown, kỹ sư phụ trách chiếc xe đua của anh không điều chỉnh gì thêm ở chiếc xe. Anh cũng chạy một vòng biểu diễn ghi hình cho kênh truyền hình TF1 của Pháp, nơi kỳ phùng địch thủ một thời của anh, Alain Prost đang làm việc. Anh nói với người của TF1 qua radio: "Cho tôi gửi lời hỏi thăm tới người bạn cũ của tôi, Alain Prost. Hãy nói với anh ấy rằng chúng tôi rất nhớ anh ấy." Bởi hai đối thủ cũ từng như Mặt Trăng và Mặt Trời và hầu như không bao giờ nói chuyện với nhau, hành động của Senna đã khiến Prost xúc động, và sau đó 2 người đã nói chuyện với nhau rất lâu. Prost còn hẹn gặp lại Senna tại vòng đua Monaco 2 tuần sau đó.
11h: Senna cùng với Gerhard Berger, đồng đội cũ ở McLaren, tới buổi họp báo trước cuộc đua. Cuộc họp báo ngắn, trong đó những người có mặt đã dành 1 phút tưởng niệm tay đua Roland Ratzenberger (của đội Simtek), người đã chết ngày hôm trước trong một tai nạn ở vòng đua xếp hạng. Trong cuộc họp báo này, Senna đã thể hiện sự lo ngại của mình về tốc độ của xe an toàn. Anh cho rằng xe an toàn chạy quá chậm so với tốc độ hoạt động lý tưởng của lốp xe đua, khiến cho lốp xe đua bị nguội đi, giảm độ ma sát với đường đua.
12h: Senna tới khu vực tiếp khách của đội Williams để cùng với người đồng đội Damon Hill đón tiếp các vị khách mời. Anh không còn tâm trạng nào để làm việc này, nhưng hiểu rằng tiếp thị là một phần trong công việc của một tay đua.
12h20: Senna bắt đầu chuẩn bị cho cuộc đua. Thông thường anh hay ăn một bữa trưa nhẹ với cá hoặc pasta, sau đó nghỉ ngơi khoảng 1 giờ, không nói chuyện với ai cả.
13h30: Nửa tiếng trước khi xuất phát, Senna tới khu vực kỹ thuật của đội đua Williams. Jaime Brito, một phóng viên người Brasil, đã đề nghị anh ký tặng 3 bức ảnh. "Anh ấy đã làm một việc mà tôi chưa bao giờ thấy anh ấy làm trước đây," Brito nhớ lại. "Anh ấy đi vòng quanh chiếc xe đua của mình, xem xét lốp xe, tì thử cánh gió sau của xe, cứ như là anh ấy nghi ngờ điều gì bất thường ở chiếc xe".
13h45: Senna phá vỡ quy luật thông thường trên vạch xuất phát của anh khi tháo bỏ mũ bảo hiểm. Trong khi phần đông các tay đua khác thường đợi đến sát giờ đua mới vào xe, Senna thường vào xe rất sớm và tập trung suy nghĩ.
14h: Đèn xuất phát bật sáng, Senna dẫn đầu các xe đua ào ào tiến tới cua đầu tiên. Tuy nhiên một tai nạn xảy ra: tay đua Pedro Lamy của đội Lotus đâm vào chiếc xe Benetton bị chết máy giữa đường của tay đua J. J. Lehto, khiến mảnh vỡ văng tung toé khắp đường đua. Một chiếc bánh xe bay lên tận khán đài, làm bị thương 9 người.
14h03: Xe an toàn xuất hiện, dẫn đầu đoàn đua chạy chậm xung quanh đường đua trong khi các nhân viên kỹ thuật dọn dẹp các mảnh vỡ. Đây chính là điều mà Senna đã lo ngại trong cuộc họp báo. Senna vẫn dẫn đầu, theo sau lần lượt là Michael Schumacher, Gerhard Berger và Damon Hill.
14h15: Đội Williams thông báo cho Senna biết xe an toàn chuẩn bị rời khỏi đường đua để cuộc đua tiếp tục. Senna trả lời. Đây là lần liên lạc cuối cùng của anh với đội đua. Cuộc đua bắt đầu trở lại, Senna và Schumacher lập tức bám sát nhau và gia tăng khoảng cách với các tay đua còn lại.
14h17: Vòng đua thứ bảy, Senna vào khúc cua Tamburello với tốc độ 190 dặm/giờ (khoảng 305 km/h), mất lái và lao vào bức tường bêtông không có lớp lốp cao su bảo vệ. Điểm va chạm đầu tiên là khu vực phía trước bên phải của xe, lốp xe văng ra ngoài, chiếc xe bẹp dúm, bật trở lại tới gần mép đường đua. Khi chiếc xe Williams mất lái, Senna đã đạp phanh, nên tốc độ xe khi chạm vào tường bêtông giảm xuống còn 131 dặm/giờ (khoảng 210 km/h). Ngay sau khi đâm, người ta thấy Senna dường như cử động đầu, mang lại chút hy vọng nhỏ rằng anh không bị thương nặng. Tuy nhiên, Senna đã bị chấn thương rất nặng ở vùng đầu. Hàng triệu người xem truyền hình đã nhìn thấy máu chảy ra khỏi xe trong những hình ảnh quay từ trên không. Senna được đưa ra khỏi xe và chở đến bệnh viện Maggiore ở Bologna bằng trực thăng. Trên máy bay, các bác sĩ cố gắng duy trì nhịp tim cho anh.
14h55: 37 phút sau tai nạn của Senna, cuộc đua được cho xuất phát lại. Berger dẫn đầu trong 11 vòng trước khi vào pit và bỏ cuộc ở vòng 14. Là bạn thân của Senna, anh lập tức vào bệnh viện.
16h20: Michael Schumacher cán vạch đích trước tiên, giành chiến thắng thứ ba liên tiếp. Ngay sau đó, tại bệnh viện, các tín hiệu điện não đồ cho thấy não của Senna đã ngừng hoạt động, và anh chỉ còn được duy trì cuộc sống thực vật bởi các máy móc y tế. Theo luật của Ý, các bác sĩ không được phép ngừng hoạt động của các máy móc trong vòng 12 tiếng đồng hồ. Tuy nhiên 12 tiếng đồng hồ là quá nhiều với tình trạng của Senna.
18h40: Bác sĩ trưởng Maria Theresa Fiandri ra thông báo rằng Senna đã chết. Tại đường đua, khi dọn dẹp những gì còn lại của chiếc xe của anh, người ta đã tìm thấy một lá quốc kỳ Áo. Senna đã định giành chiến thắng thứ 42 của mình để tưởng nhớ Ratzenberger.

## Những con số
- Tham dự 161 cuộc đua F1
- Vô địch F1: 3 lần
- Thắng: 41 lần
- Về hạng 2 hay 3: 80 lần
- Pole position: 65 lần
- Số vòng nhanh nhất: 19 lần
- Grand Prix đầu: 1984 Brazilian Grand Prix
- Lần thắng đầu: 1985 Portuguese Grand Prix
- Lần thắng cuối: 1993 Australian Grand Prix
- Grand Prix cuối: Giải đua ô tô Công thức 1 San Marino 1994